# Serranía de Cuenca
La serranía de Cuenca es una de las sierras que componen el sistema Ibérico, en la zona este y central de la península homónima. Se sitúa entre las provincias españolas de Cuenca, Guadalajara y Teruel. Parte de la sierra se encuentra protegida desde 2007 con el nombre de parque natural Serranía de Cuenca.

## Características
Parte de su sector central constituyó durante muchos años (desde 1973 hasta el año 2007) una reserva de caza, lo que permitió que se conservara su flora y fauna. En la actualidad incluye el parque natural Serranía de Cuenca.

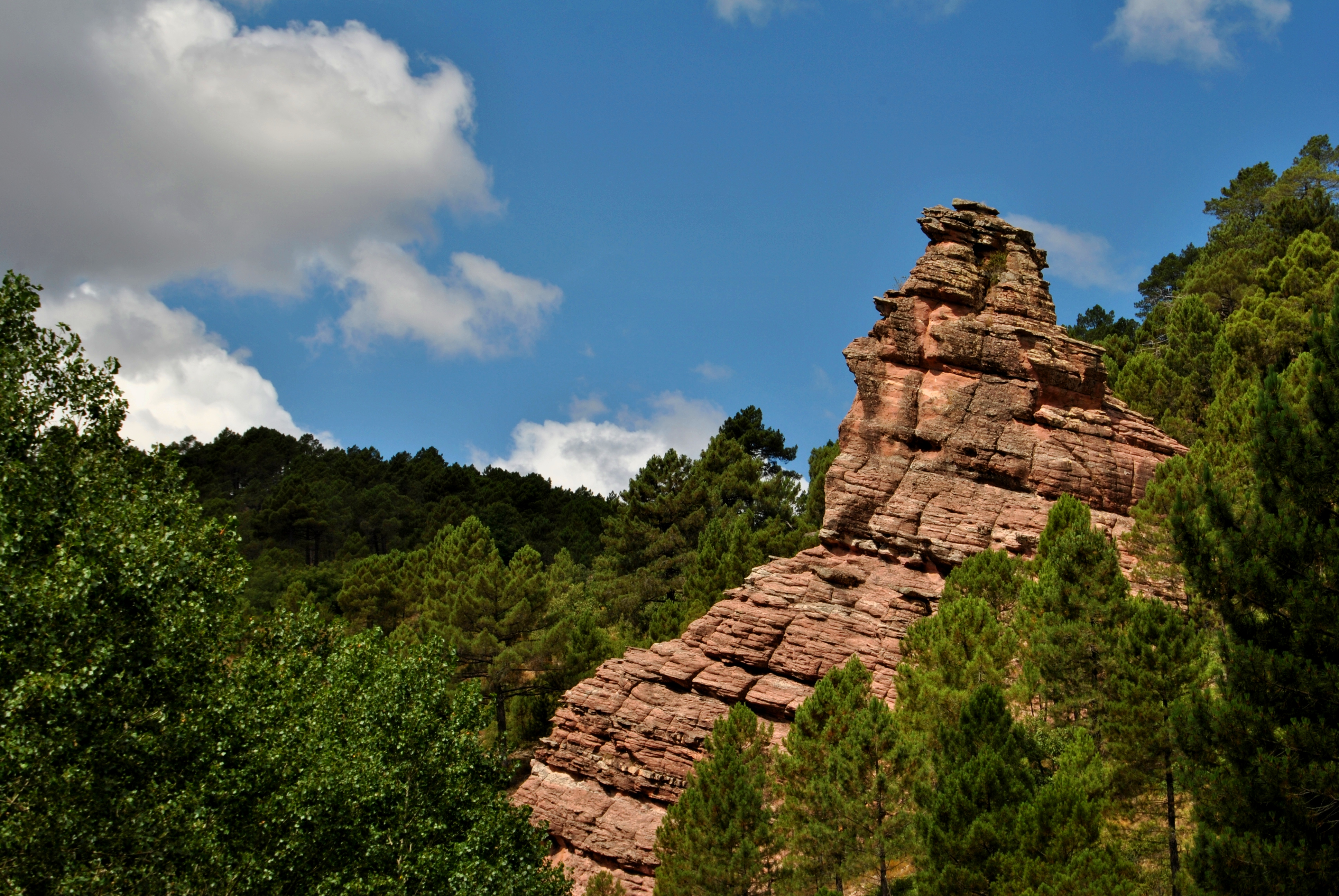
Formaciones rocosas cerca de Cañete

Como su nombre indica, la serranía de Cuenca no constituye una zona de alta montaña, sino una sucesión de abruptas formas de relieve e intrincadas formaciones geológicas, que recubren espesas masas forestales de pinares. Se trata de una de las grandes serranías españolas por antonomasia. Tres ríos principales la surcan: el Cuervo y el Escabas, que fluyen a tributar al Tajo, y el Júcar, que parte en busca del Mediterráneo.
Hacia el sur de la actual reserva se sitúan las preciosidades geológicas de Las Torcas, unos extraños hundimientos naturales, en medio del secreto de los pinares, y que a menudo contienen maravillosas lagunas. Existen las torcas de Palancares, las de Cañada del Hoyo, y al sur las del puerto del Rocho. 
En la llamada Tierra Muerta, una solitaria zona de sabinares en torno a la localidad de La Cierva, las extensiones de sabinas siguen siendo muy importantes. En las proximidades, el río Huécar comienza a tallar sus gargantas espectaculares. Al sur de la ciudad de Cuenca, pero vinculado a los límites de este espacio natural, el río Júcar desarrolla una zona de meandros y cortados interesantes tanto desde el punto vista paisajístico como faunístico. 
Numerosas pistas forestales atraviesan los pinares de la serranía, en general en excelente estado de conservación y aptas para cualquier tipo de vehículo.

## Geología

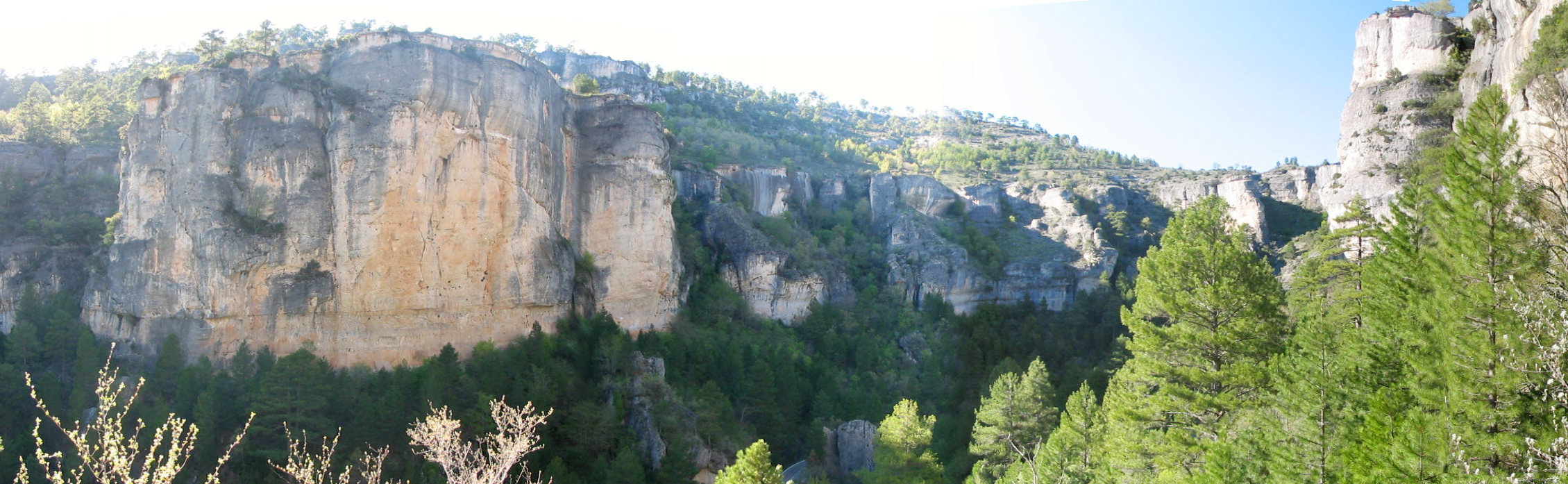
Hoz de Beteta

La serranía de Cuenca destaca por la existencia de un paisaje muy singular, en el que abundan caprichosas formas geológicas. Este peculiar paisaje, esculpido por el agua sobre las rocas calcáreas, se denomina kárstico, y su formación se debe a la disolución y/o precipitación de las rocas calcáreas. 

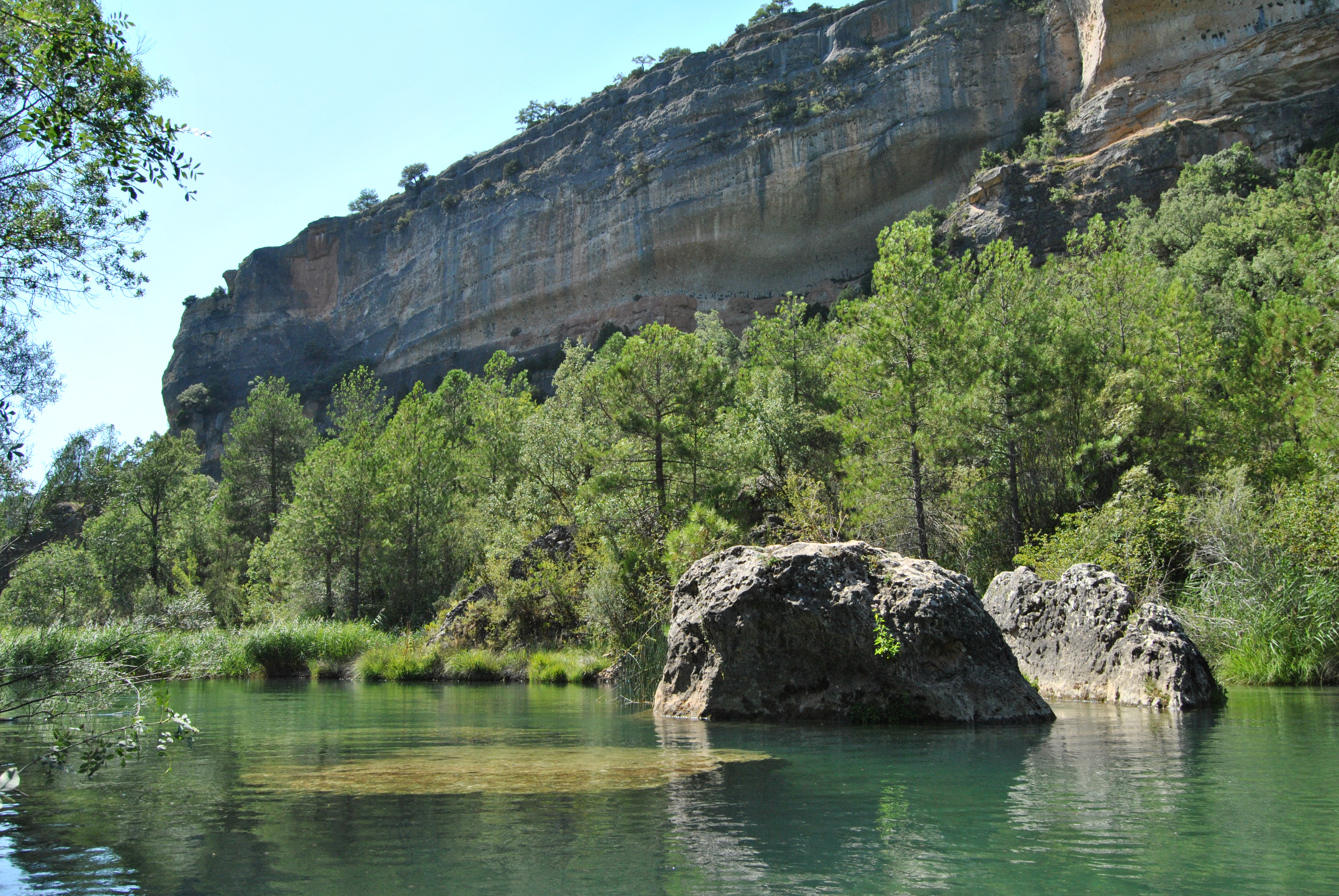
Cortados de Villalba frente al río Júcar

La presencia de pliegues y fallas, así como el efecto de la erosión sobre las rocas, da lugar a formación de notables relieves estructurales condicionados por la disposición de los estratos, como crestas, escarpes, cuchillos, cuestas y parameras. La tectónica también es la responsable del trazado de los cursos fluviales y los barrancos que forman en esta sierra. Además, en la serranía se conservan algunas series estratigráficas de alto valor: Son acumulaciones de rocas que reflejan cómo eran las condiciones de sedimentación hace cientos de millones de años.
Muchos de estos rasgos geológicos de interés están contemplados en la Ley 9/1999 de Conservación de la Naturaleza de Castilla-La Mancha como elementos geológicos de protección especial. Es esta singularidad la que también dio lugar, ya en 1927, a que la Ciudad Encantada de Cuenca fuera declarada Sitio Natural de Interés Nacional.

## Flora

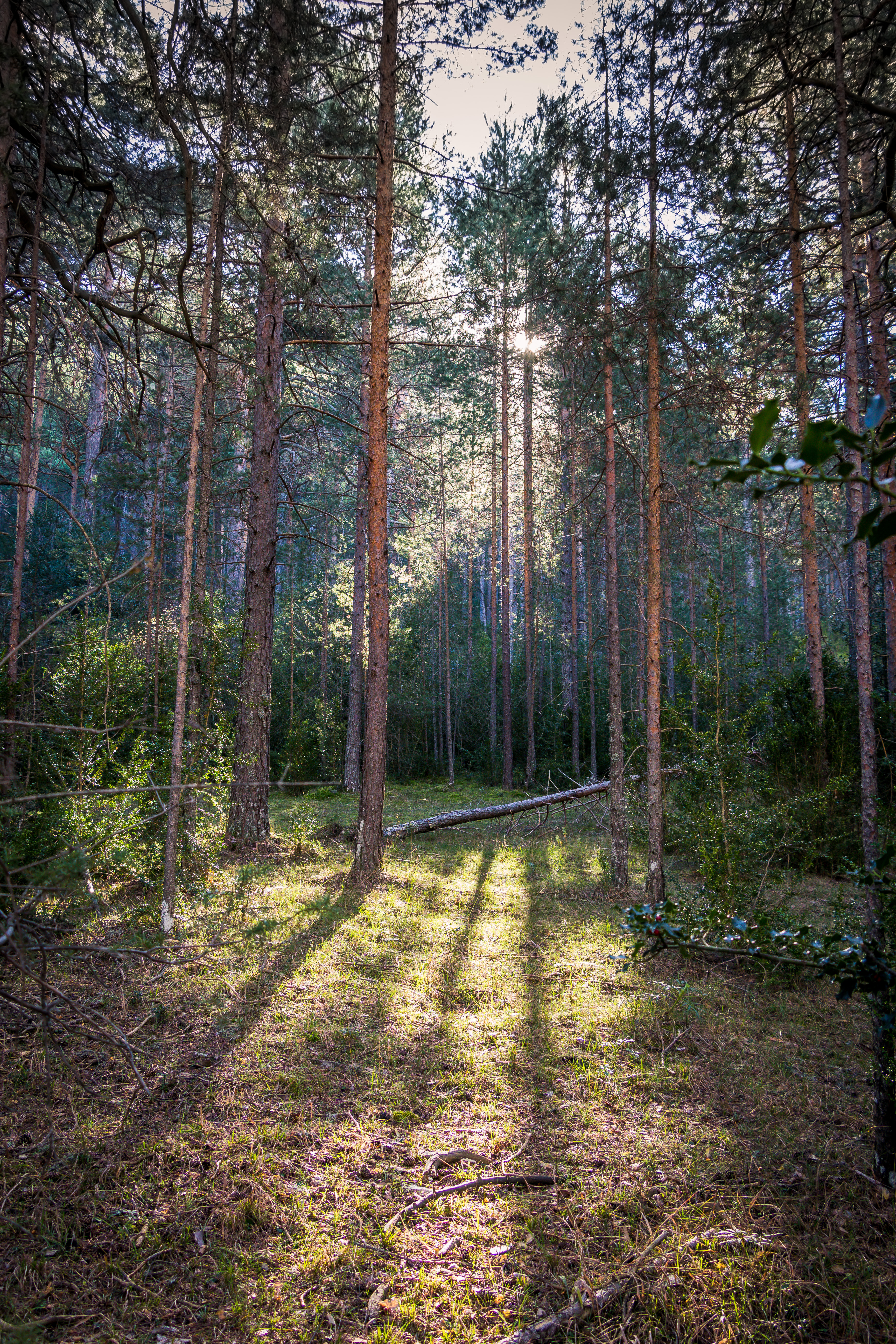
Pinar en el nacimiento del río Cuervo

Es de destacar en el territorio la gran continuidad y extensión que presentan las masas forestales, y particularmente los pinares que dominan el paisaje vegetal, situación compartida con el adyacente parque natural del Alto Tajo, conformando entre ambos territorios una de las masas forestales naturales más extensas de España. La diversidad florística de este territorio se ve muy ampliada por la presencia entre las parameras y las muelas de numerosas hoces excavadas por los ríos, cuyas particularidades edafo-fisiográfico-microclimáticas las han convertido en un importante refugio de flora eurosiberiana, con notables disyunciones pirenaicas, así como la flora rupícola y ribereña.

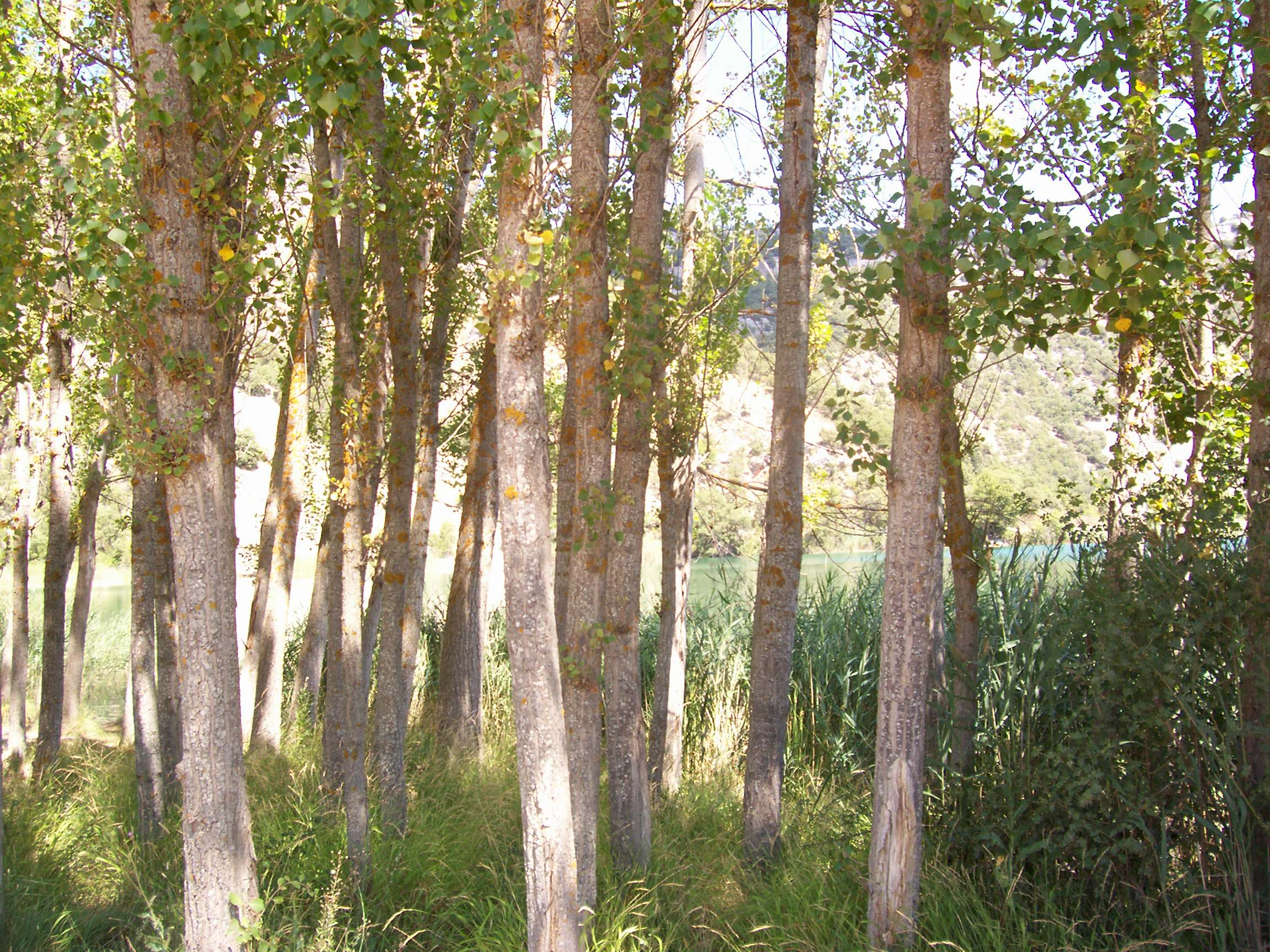
Alameda en la laguna de El Tobar

El relieve y los pisos climáticos condicionan el tipo de vegetación y favorecen el desarrollo de microclimas locales. Así en los cañones y hoces, como ocurre en los cortados de Uña-Villalba de la sierra, aparecen tilares y bosques mixtos exigentes en ambientes húmedos y frescos, microclima creado al resguardo de las paredes calizas jurásicas que lo flanquean. 

### Piso inferior

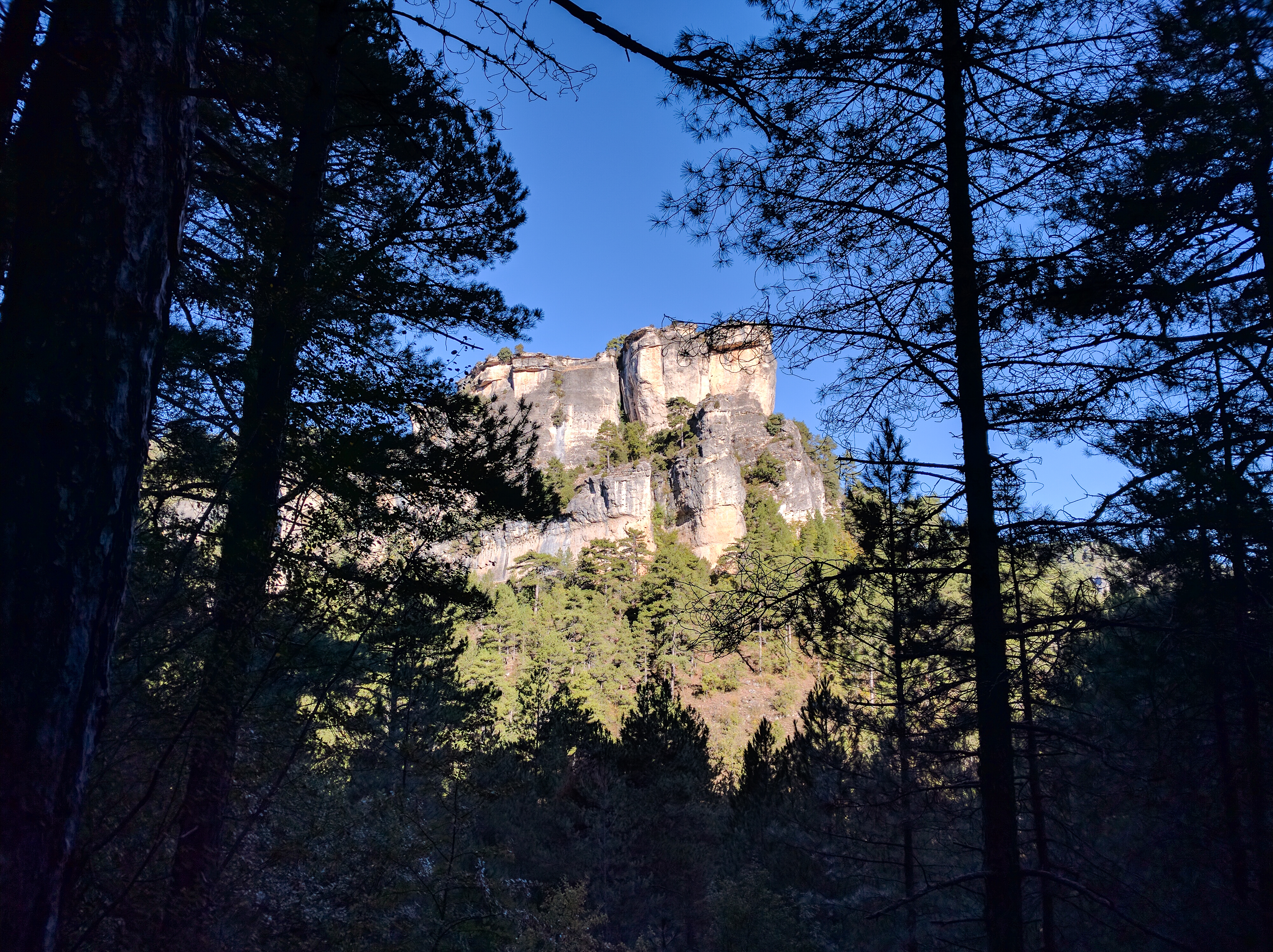
Sendero botánico en la hoz de Beteta

Entre los 600 y los 1000 metros se extienden las zonas basales de la serranía de Cuenca (Villalba de la Sierra, Portilla y Arcos de la Sierra). En este piso es común la encina y el pino rodeno. El estrato arbustivo sobre sustratos básicos se compone de sabinares negrales, esplegares, tomillares, aliagares y erizales, acompañados por un estrato herbáceo de fenalares y lastonares. Mientras que sobre sustratos arenosos dominan los jarales, brezales y cantuesares. Las riberas de los principales cursos fluviales están flanqueadas por alamedas negras y saucedas.

### Piso medio
Entre los 1000 y los 1500 metros se desarrollan las mejores masas forestales de la sierra, mayormente compuesta por pinares. Domina el paisaje el pino negral (Pinus nigra) y los robledales (Quercus faginea), los cuales se mezclan con carrascales (Quercus ilex subsp. ballota) y sabinares albares (Juniperus thurifera) en las estaciones más expuestas y térmicas. 
Los pinares de pino negral, constituyen el paisaje vegetal más representativo y extenso de la Serranía de Cuenca, dominan sobre sustratos calizos. Son y han sido explotados tradicionalmente por las excelentes cualidades de su madera para sierra y construcción. Se asocian a robledales, sabinares albares y bosques mixtos eurosiberianos, constituyendo auténticas formaciones mixtas de un gran valor paisajístico.

### Piso superior
Más allá de los 1500 metros, crecen los bosques de pino silvestre (Pinus sylvestris), los cuales enriquecen su cortejo florístico con sabina rastrera en sustratos calcáreos y con brezales en suelos silíceos. El aspecto cromático de estos bosques con connotaciones centroeuropeas se ve enriquecido por la compañía de acebos, tejos, mostajos y robles.

## Fauna

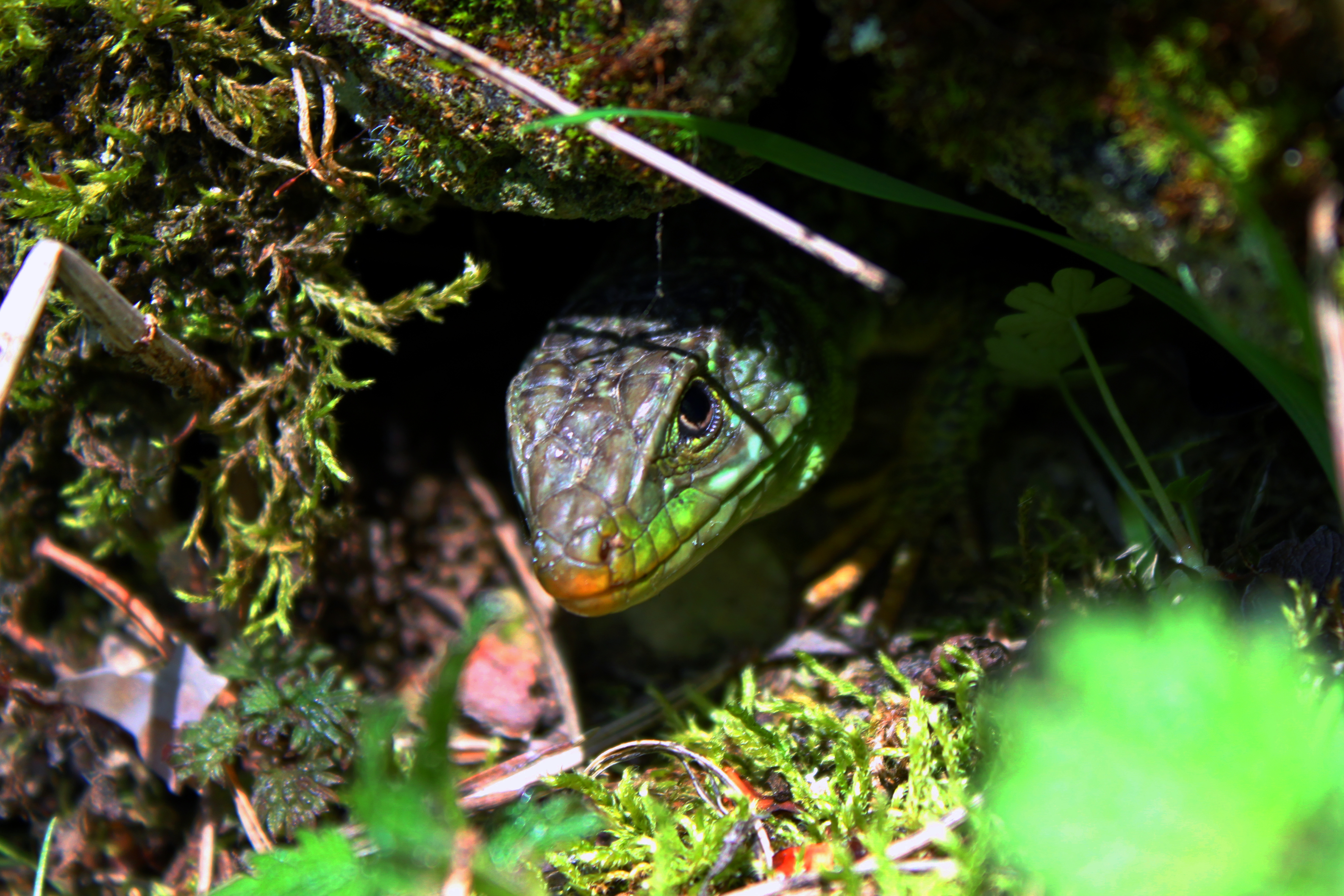
Timon lepidus asomando a través de una grieta en el paraje de Los Callejones de Las Majadas

Desde que en 1973 fue establecida una reserva nacional de caza sobre su sector central, la población de ciervos, corzos, gamos, jabalíes y muflones no ha hecho más que crecer espectacularmente desde entonces. Además, la serranía alberga asimismo a la cabra montés.
Abundan los buitres leonados y otras rapaces. En las lagunas del Tobar y de Uña hay concentraciones de fochas, ánades y otras aves acuáticas, así como nutrias.
La elevada variedad de ambientes de montaña que alberga la zona favorece el desarrollo de una alta biodiversidad faunística. Sin embargo, la continentalidad de su clima, así como el rango de altitudes presente en el área de estudio (generalmente por encima de los 1000 m), condicionan la comunidad de vertebrados presente, que carece de taxones termófilos, más propios de zonas mediterráneas templadas o áreas costeras. En su conjunto, la zona es particularmente importante para la conservación de la comunidad de aves que nidifican en escarpes, la comunidad de aves y mamíferos de pinares submediterráneos y para la comunidad de peces y aves de ríos de montaña. Se ha reconocido también un apreciable valor de conservación para la fauna troglodita (al menos para quirópteros cavernícolas) y para algunos grupos de invertebrados como pueden ser los lepidópteros, requiriéndose de más investigación para el resto.

## Clima
El clima dominante es mediterráneo continental, caracterizado por una marcada sequía estival y un importante contraste térmico entre el verano y el invierno. En las zonas más elevadas (Tragacete, Huélamo, Valdemeca, Vega del Codorno y Zafrilla) son frecuentes las tormentas estivales, las cuales contribuyen a mantener siempre verdes los pastos de la zona, y con ellos al ganado ovino trashumante. Las heladas son constantes prácticamente durante todo el invierno.

## Sitios de interés

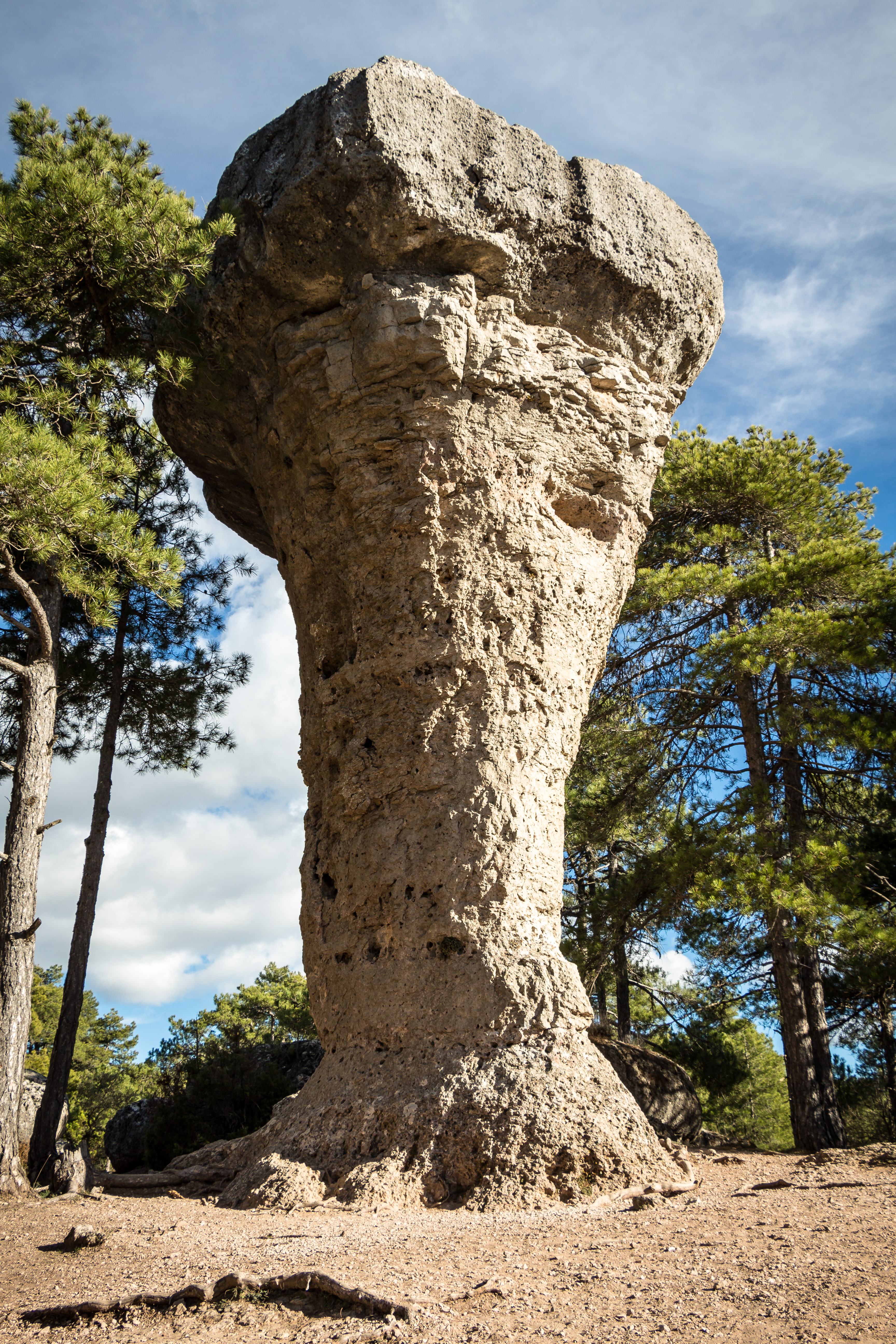
Formación rocosa en la Ciudad Encantada de Cuenca

En la serranía de Cuenca se encuentran los siguientes parajes naturales:
- Ciudad Encantada, sitio natural de interés nacional.
- Nacimiento del Río Cuervo, monumento natural.
- Parque cinegético experimental de El Hosquillo.
- Callejones de Las Majadas.
- Lagunas de Cañada del Hoyo, Torcas de Los Palancares y Tierra Muerta, monumento natural.
- Torcas de Lagunaseca, monumento natural.
- Hoz de Beteta y sumidero de Mata Asnos, monumento natural.
- Valle del río Escabas.
- Reserva natural de la Laguna del Marquesado.
- Laguna de Uña y embalse de La Toba.
- Nacimiento del río Júcar.
- Ventano del Diablo y cortados del Júcar.
- Laguna del Tobar.
- Hoz del Solán de Cabras.
- Hoz de Tragavivos.
- Serrezuela de Valsalobre, monumento natural.[4]

## Comarca

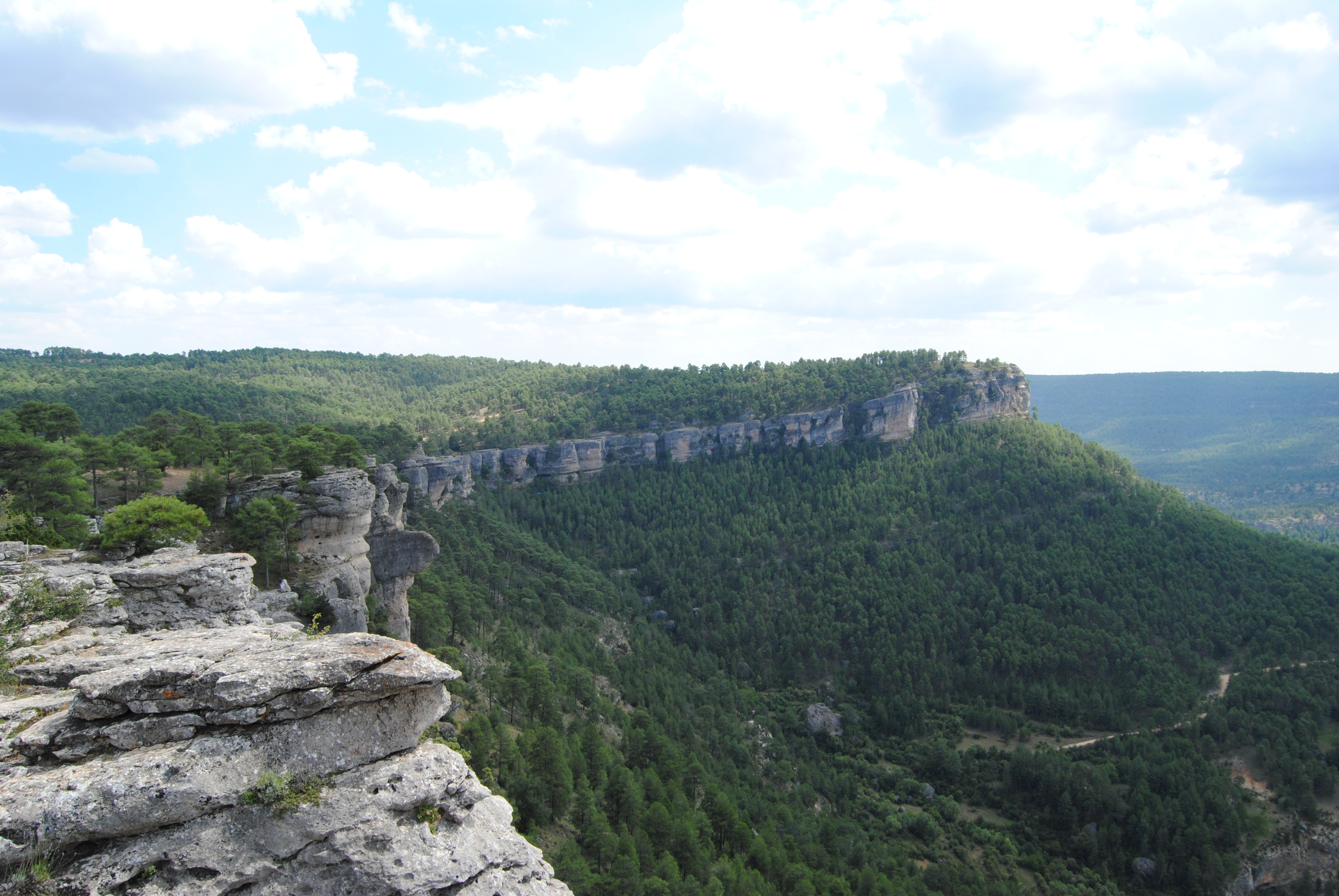
Las Majadas

La macrocomarca de la Serranía de Cuenca está formada por las comarcas de la Serranía Alta y las Serranías Media-Campichuelo y Serranía Baja.
Los municipios que la conforman serían Albaladejo del Cuende, La Parra de las Vegas, Alcalá de la Vega, Algarra, Barchín del Hoyo, Beteta, Buenache de la Sierra, Fresneda de Altarejos, la Huérguina, Huélamo, Zarzuela, Cañizares, Fuertescusa, Palomera, Las Majadas, Valdemeca, Sotorribas, La Cierva, Portilla, Villalba de la Sierra, Valdemoro-Sierra, Vega del Codorno, Cañamares, Campillos-Sierra, Huerta del Marquesado, Cueva del Hierro, Tejadillos, Poyatos, La Frontera, Arcos de la Sierra, Alcantud, Beamud, Campillos-Paravientos, Víllora , Tragacete , Landete, Talayuelas, Santa Cruz de Moya, Fuentelespino de Moya, Masegosa, Cañete, Salvacañete, Zafrilla, San Martín de Boniches, Villar del Humo, Henarejos y Garaballa, Aliaguilla, Carrascosa y Moya (Cuenca) (con sus pedanías Pedro Izquierdo de Moya, Los Huertos de Moya, El Arrabal de Moya y Santo Domingo de Moya)salinas del manzano